# Fang Zhaoling
Fang Zhaoling (chinês: 方召麐, 17 de janeiro de 1914 - 20 de fevereiro de 2006), também conhecida como Lydia Fong, foi uma pintora e calígrafa chinesa.

## Biografia
Nascida em uma família proeminente industrial e acadêmica na cidade de Wuxi, província de Jiangsu, Fang Zhaoling foi uma criança precoce com forte interesse pela caligrafia chinesa. Ela recebeu educação clássica em casa com tutores e uma sólida educação moderna em escolas de elite de estilo ocidental, obtendo uma educação sólida em termos chineses e europeus que lhe permitiu cruzar as fronteiras culturais com relativa facilidade. Ela era a mãe do político de Hong Kong, Anson Chan.
Fang perdeu seu pai quando ela era muito jovem. Com o apoio de sua mãe, Fang começou a estudar caligrafia e pintura e, na adolescência, foi enviada ao Reino Unido para prosseguir seus estudos. Em 1937, ela se matriculou na Universidade de Manchester na Grã-Bretanha para estudar história europeia e trabalhou como intérprete e assistente do General Fang Zhenwu (Fang Shuping, 1885-1941), que estava viajando pela Europa, América do Norte e outros lugares para levantar apoio para luta contra o Japão. Ela estudou com grandes artistas como Qian Songyan (1899-1985) e Chen Jiucun (1898-1975), Chao Shao-an e Chang Dai-chien e frequentou a Universidade de Hong Kong e o Universidade de Oxford.
As experiências de dificuldades e perigos de Fang Zhaoling durante os anos 1940 foram formativas em suas visões da vida e da arte, à medida que a artista expressava cada vez mais nas inscrições em suas pinturas o desejo urgente de paz e prosperidade no mundo. Após a morte de seu marido, ela assumiu o negócio de importação e exportação da família para criar seus oito filhos e embarcou em sua carreira de cinquenta anos como artista.
As pinturas de Fang Zhaoling incorporam uma tentativa de localizar oportunidades de mudança dentro da tradição, às vezes olhando para o Ocidente, mas sem perder de vista as normas da pintura tradicional chinesa, e prestando muita atenção às técnicas de pintura com pincel e tinta. Aludindo tanto à caligrafia chinesa quanto ao expressionismo abstrato, Fang usou lavagens de tinta chamativas junto com pinceladas gestuais. Fang também adicionou textura às superfícies rochosas em seu trabalho, amassando o papel em bolas e passando-as com tinta, que ela usou com frequência em seu trabalho durante os anos 1980 e além. Participou de um número considerável de exposições internacionais e inspirou-se em suas extensas viagens pelo Japão, América, Europa e Ásia na segunda metade do século XX. Ela voltou à China (Xangai, Pequim, Nanjing e Hefei) com mais frequência na década de 1970.
Fang continuou a trabalhar durante seus 80 anos e, em 1996, recebeu o título de Doutor honorário em Letras da Universidade de Hong Kong. Ela realizou sua primeira exposição individual na Biblioteca Fung Ping Shan em 1955, Universidade de Hong Kong. Posteriormente, a artista doou um número considerável de suas obras para a Universidade de Hong Kong. Em 2005, Fang doou 42 de suas pinturas ao Museu de Arte Asiática de San Francisco. Eles estão alojados ao lado de uma peça de junção que ela pintou com Zhang Daqian.

## Exposições atuais
- Women + Ink | China + Hong Kong[14]
- Lui Shou-kwan Pioneer of New Ink: A Centenary Celebration[14]

## Prêmios
Em 2003, Fang foi premiada com a Estrela de Bronze Bauhinia por suas realizações em pintura e caligrafia com tinta chinesa.